# 보로스시

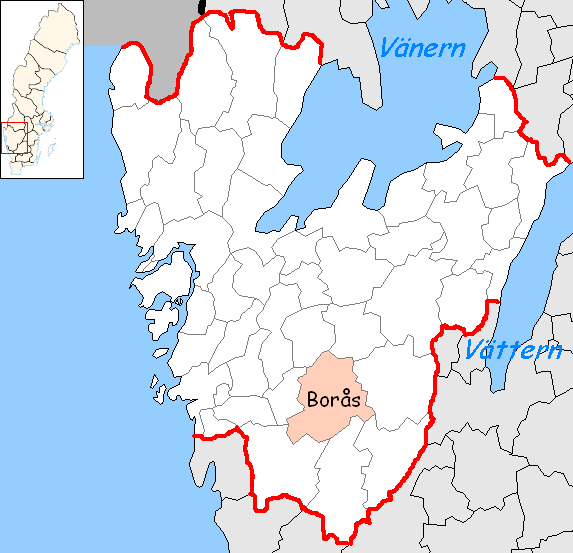
보로스 시의 위치

보로스시(스웨덴어: Borås kommun)는 스웨덴 베스트라예탈란드주에 위치한 지방 자치체로 행정 중심지는 보로스이며 면적은 967.54km2, 인구는 109,880명(2016년 12월 31일 기준), 인구 밀도는 110명/km2이다.

시 문장